# Avortement au Bahreïn
L'avortement au Bahreïn est légal sur base de demande et d'autorisation fournie par un panel de médecins lorsque la vie de la femme est en danger. Selon le Code pénal de 1976, l'avortement devient illégal au Bahreïn lorsqu'il est auto-induit, ce qui expose la femme enceinte à une peine pouvant aller jusqu'à six mois de prison ; ou lorsqu'il est pratiqué sans le consentement de la femme, ce qui vaut jusqu'à dix ans d'emprisonnement.
Les Nations unies signalent qu'en 2002, le taux d'avortement est de 11,1 pour 1000 femmes âgées de 15 à 44 ans.
En 2019, le Bahreïn propose un nouvel amendement permettant d'inclure les cas où la santé de la mère est danger, ou lorsque le fœtus souffre d'un handicap physique ou mental. Le projet de loi est cependant rejeté en 2020.